# おかえりなさい 少年たちよ
「おかえりなさい 少年たちよ」（おかえりなさい しょうねんたちよ）は、日本の山梨県南巨摩郡身延町が制定した町歌である。作詞・覚和歌子、作曲・丸尾めぐみ。

## 解説
身延町は1931年（昭和16年）に単独で町制を施行して以来、1955年（昭和30年）に下山村・豊岡村および西八代郡大河内村の3村と、2004年（平成16年）に中富町および西八代郡下部町といずれも新設合併しており、現在の町は法人格としては3代目となる。

### 旧3町の町民歌
2代目身延町および中富町、下部町はそれぞれ下記の町民歌を制定していた。
- 身延町の歌（作詞：米山愛紫、作曲：杉本一夫） - 1969年（昭和44年）11月3日制定[1]、歌：デューク・エイセス。
- 中富町町民歌（作詞：田島青一、補作：米山愛紫、作曲：藤山一郎） - 1968年（昭和43年）1月15日制定[2]
- 下部町民歌（作詞：秋山晴時、作曲：松井美次） - 1962年（昭和37年）3月4日制定[3]

下部町・中富町・身延町合併協議会では慣行の取り扱いについて「町章、町民憲章、町の花、町の木、町の鳥、町の魚、町の昆虫は、新町において調整するものとする」とされ、町歌については取り扱いの確認対象に含まれず中富・下部の両町民歌を「地域の歌」として継承する旨も取り決められなかったため、3曲とも新設合併による3代目身延町の発足と同時に失効扱いとなり廃止された。

### 新町歌の制定
合併協定においては新町歌の制定に関する取り決めが旧3町の間で一切行われなかったため、新町の発足後は町歌を持たない状態が10年余り続いたが2017年（平成29年）8月29日に開催された望月幹也町長と町内の小・中学生の懇談会において「みんなで歌える町の歌をつくって欲しい」と提案されたことを発端として、町役場で新たな町歌の制定が検討されるようになった。
旧3町の町民歌はいずれも歌詞を一般公募したものであったが、新町歌の作成に当たっては町役場に設置された検討委員会が専業の作詞家と協議する形を採り、町名の「身延」を始めとした特定の地名を歌詞に含めていない点は町内を流れる富士川や日蓮の事績、久遠寺の枝垂れ桜を取り上げた旧町民歌とは対照的であるが、これは町側から作詞者に対して「町外の人でも親しみやすい歌にするため」歌詞中に固有名詞を用いないことを要請したことによるものである。
創唱者には身延町を舞台のモデルとしたテレビアニメ『ゆるキャン△』のエンディング曲「ふゆびより」「はるのとなり」を歌唱した佐々木恵梨が指名され、2019年（令和元年）8月13日付で制定告示が行われる。佐々木は合併15周年記念コンサートで新町歌を歌唱したのち、観光大使に就任した。町のYouTubeチャンネルでは、2024年3月時点でMVの再生回数が約6万5000回を記録した。
身延町役場ではMAGES.の委託生産によるCDを限定販売しており、転入者に対しては無償で寄贈される。